# Jeongok-eup
Jeongok-eup (koreanska: 전곡읍)  är en köping i den norra delen av Sydkorea, 60 km norr om huvudstaden Seoul.  Det är den största orten i kommunen Yeoncheon-gun i provinsen Gyeonggi. Centralort i  kommunen är dock Yeoncheon-eup.